# Стийв Дитко
Стийв Дитко е американски писател и създател на комикси, най-известен като съавтор със Стан Лий на супергероите от вселената на Марвел Комикс – Спайдър-Мен и Доктор Стрейндж.

## Кариера
Дитко се обучава под наставничеството на художника Джери Робинсън в Училището за карикатуристи и илюстратори в град Ню Йорк. Започва своята професионална кариера през 1953 година, работейки като омастилител в студиото на Джо Саймън и Джак Кърби, където попада под влиянието на художника Морт Мескин. По това време, Дитко започва своето дълго сътрудничество с Чарлтън Комикс, където работи в жанровете на научната фантастика, ужасите и мистерията. Той също е сред създателите на супергероя Капитан Атом през 1960 година.
Дитко рисува за Атлас Комикс, предшественика от 1950-те години на Марвел Комикс. Художникът започва да допринася много за Марвел, като става един от създателите на супергероя Спайдър-Мен, който се превръща в най-важния герой на компанията. Допълнително, Дитко е сред създателите на свръхестествения герой Доктор Стрейндж и прави важни приноси към комиксите за Хълк и Железния човек. През 1966 година Дитко напуска Марвел Комикс по причини, които никога не са конкретизирани.
През 1990 г. е приет за член в Залата на славата на производителите на комикси „Джак Кърби“. През следващите почти три десетилетия, Дикто категорично отказва да бъде интервюиран или да бъде сниман.

## Смърт
Дитко е намерен мъртъв в апартамента си на 29 юни 2018 г. Полицията твърди, че е възможно да е починал през изминалите два дни. Причината за смъртта му на 90 години е инфаркт на миокарда, причинен от атеросклероза и сърдечно-съдови заболявания.